# Avvitatore

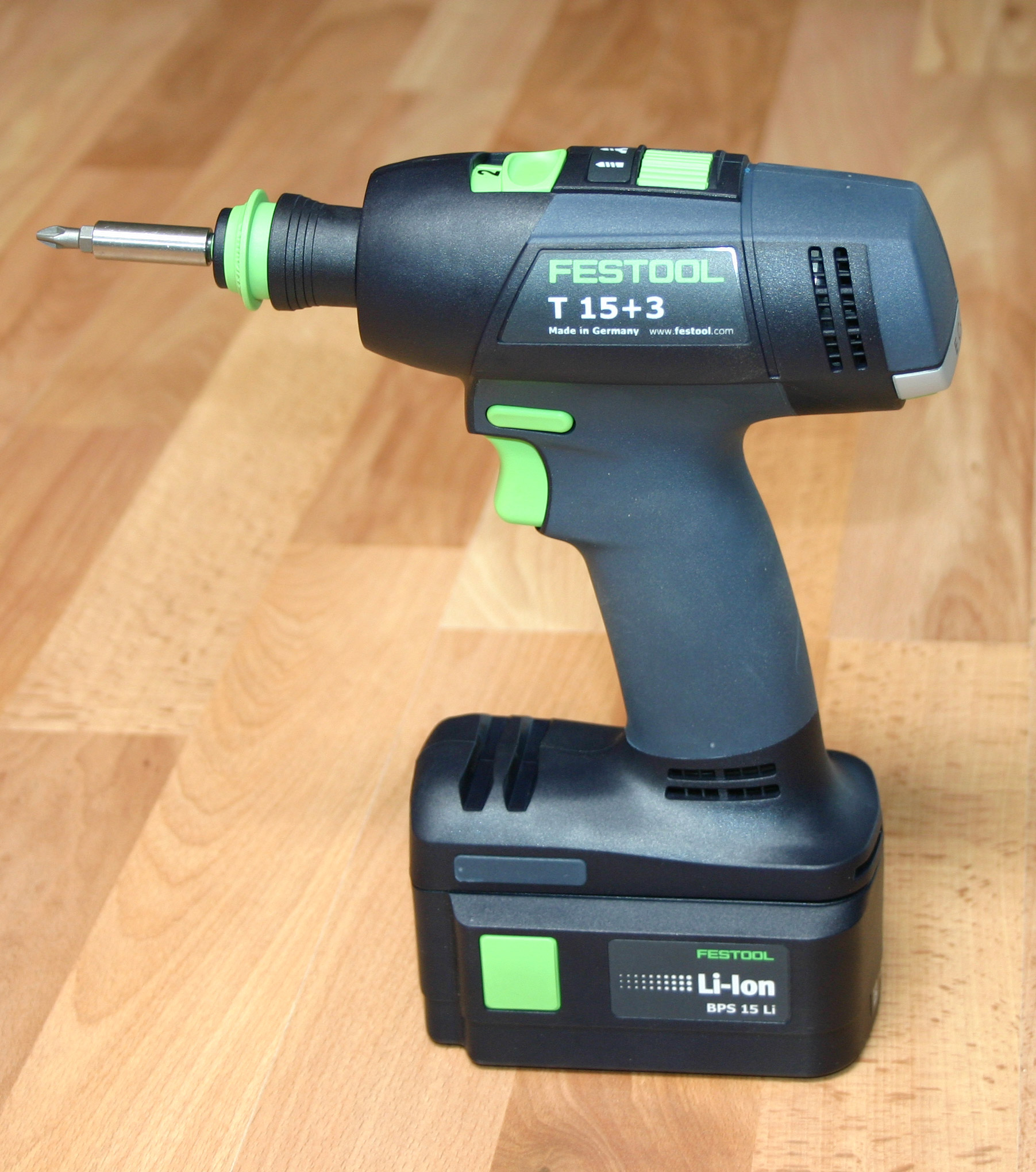
Esempio di avvitatore elettrico a batteria

Un avvitatore è uno strumento atto a avvitare le viti e praticare fori di vario genere e in vari tipi di materiale, anche nel terreno.

## Descrizione
Puó essere definito come una versione motorizzata del giravite e strutturalmente assomiglia ad un trapano, es alcuni di essi possono anche esser utilizzati come tali; infatti si distingue da esso per la presenza di alcune funzioni peculiari e per una minore potenza, ma è comunque in grado di eseguire alcune operazioni di foratura.
L'avvitatore è provvisto di un riduttore di velocità che diminuisce il numero di giri dell'utensile detto inserto, alcuni riduttori hanno la possibilità di avere due o più velocità. Le più lente per avvitare, le più veloci per forare. In alcuni modelli, il tasto funziona in modo analogico e la velocità del mandrino varia in modo proporzionale alla sua pressione.
Altra caratteristica che distingue un avvitatore è la possibilità di invertire il senso di rotazione del mandrino per permettere di avvitare e svitare. I modelli più completi sono dotati di un meccanismo a frizione che permette di regolare la forza (o la coppia, per l'esattezza) con cui viene avvitata la vite.

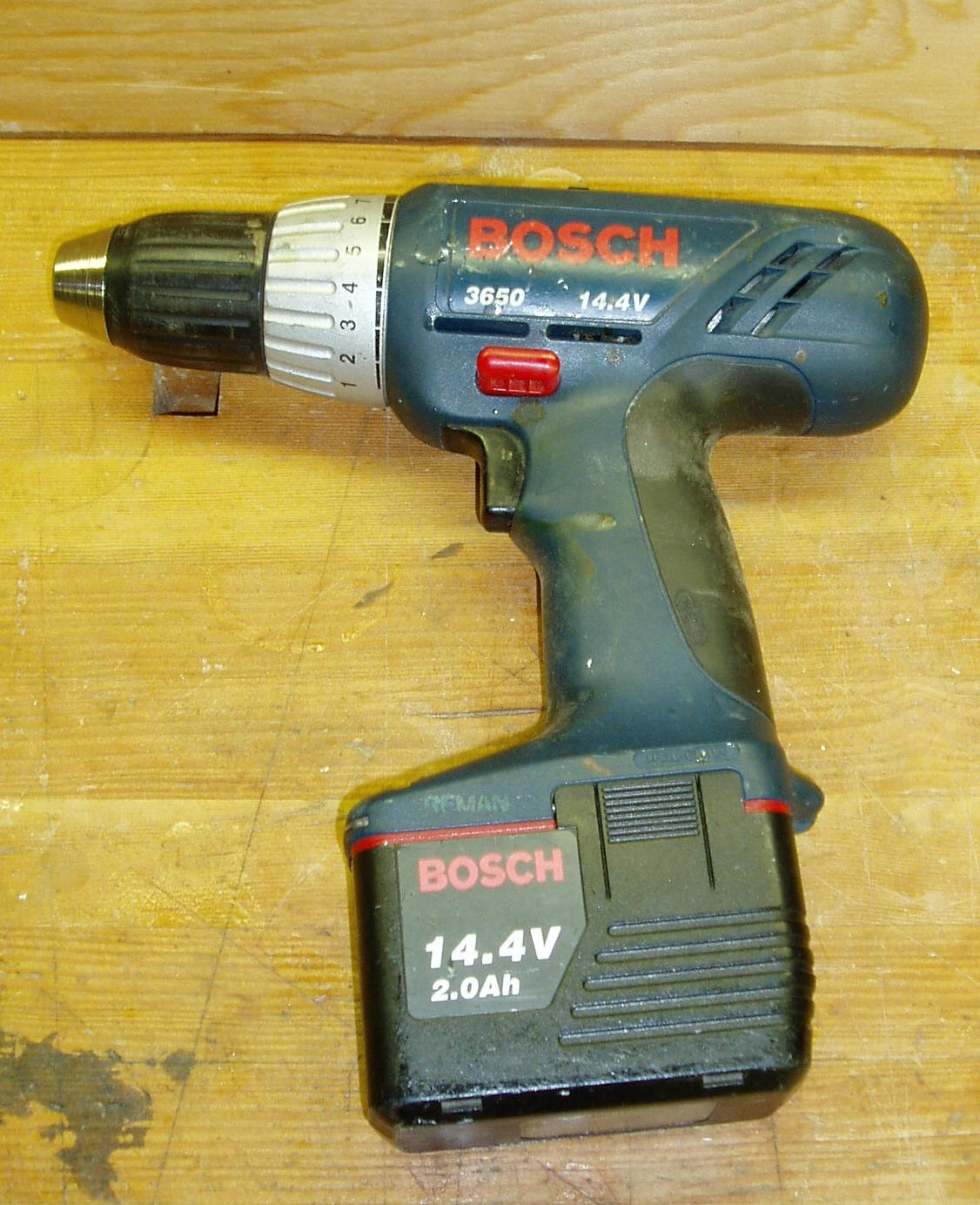
Avvitatore con batteria con mandrino e frizione

## Tipologie
Gli avvitatori si dividono in varie tipologie dipendente la fonte di alimentazione del motore. Si dividono in avvitatori elettrici, a batteria e ad aria compressa.

### Ad alimentazione elettrica
Si tratta di avvitatori provvisti di filo e spina per permettere il collegamento alla prese della corrente. Solitamente sono robusti e potenti. Molto spesso sono sprovvisti di mandrino in quanto montano direttamente l'attacco per l'inserto. Dispongono anche di un motore che regola il senso di rotazione. Possono essere:
- a batterie ricaricabili;
- a tensione di rete.

Esistono anche dei modelli dotati di percussione. Il motore elettrico ed il riduttore di velocità sono azionati dal grilletto della pistola. Nell'avvitatore vi è anche un mandrino.

### A batteria
Sono avvitatori provvisti di batterie ricaricabili. Sono i più utilizzati sia nell'industria che nel bricolage. Normalmente possono funzionare sia da avvitatore che da trapano avendo il riduttore a due velocità e la frizione con il blocco per forare.
Gli avvitatori a batteria si differenziano principalmente per il tipo di batteria montata. Si possono trovare batterie al nichel-cadmio (Ni-Cd), al nichel-metallo idruro (NiMh) e al litio. Le tipologie sono in ordine di qualità: il nichel-cadmio corrisponde a qualità e tecnologia più bassa, litio a qualità e tecnologia più avanzata. La tensione delle batterie va dai 7,2 volt ai 12 fino a 24 volt. Solitamente una tensione maggiore distingue un avvitatore più potente, anche se per una corretta valutazione occorrerebbe considerare il valore della coppia massima, espressa in Nm.

### Ad aria compressa
- Avvitatore a impulsi: sono avvitatori grossi e pesanti utilizzati per le lavorazioni più gravose, in genere alimentati da un compressore. Sono utilizzati normalmente dai gommisti per avvitare le viti sui mozzi delle ruote. Sono detti avvitatori ad impulsi in quanto non girano linearmente ma battono dei colpi (impulsi) che mettono in rotazione l'inserto. Questi avvitatori non sono mai provvisti di mandrino ma di un attacco quadro per una chiave a bussola.

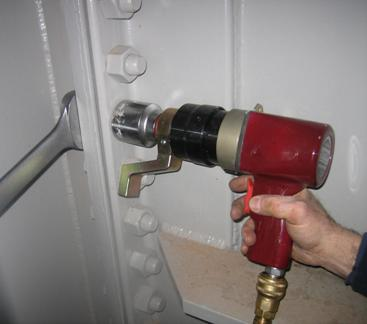
Avvitatore pneumatico ad impulsi

- Avvitatori lineari: sono utensili dalle dimensioni contenute stretti e lunghi una ventina di centimetri, alimentati ad aria compressa, non funzionano ad impulsi ma hanno una girante che dà moto rotativo approssimativamente costante, viene impiegato come i comuni avvitatori a batteria, sono provvisti di un apposito porta inserti a base esagonale per punte da cacciavite sul mandrino.